# Раннее болгарское возрождение
Раннее болгарское возрождение (1702 — 1829) — начальный этап болгарского национального возрождения.
Его истоки отмечены Карловацким миром, и наиболее точно, когда Хусейн Кёпрюлю столкнулся с противодействием шейх-уль-ислама Фейзуллы-эффенди, а затем сына последнего Фетхуллаха-эффенди. Наконец, в эпоху тюльпанов активизировался социальный процесс направлен в середине века после Белградского мира с переводом и редактированием «Стематографии» Христофором Жефаровичем. 
С года правления Екатерины Великой и составления «Славяно-болгарской истории» (1762) раннее болгарское возрождение вступило в стадию зрелости. Греческий проект дополнительно прояснил эту концепцию в эпоху национализма, и болгарское возрождение приобрело национальный вид во время Греческой революции.